# Сакео (провінція)
Сакео (тай. สระแก้ว) — провінція в Таїланді.
Провінція (чангват) знаходиться в східній частині Таїланду, однак в адміністративному відношенні відноситься до регіону Центральний Таїланд. Вона лежить на кордоні з Камбоджею. Північну частину провінції займають вкриті лісами гори, її південь холмист і зайнятий чагарниковою рослинністю. Клімат — муссонно — тропічний.

## Пам'ятки
- Ват Там Као Чакан (วัดถ้ำเขาฉกรรจ์) — буддистський храм на висоті 240 метрів, на схилі гори Као Чакан. 72 печери.
- Національний парк Панг Сіда (อุทยานแห่งชาติปางสีดา) з численними водоспадами.
- Національний парк Та Прайя (อุทยานแห่งชาติตาพระยา) розташований в горах Донгрек, на кордоні з Камбоджею.